# الهجوم على جدة (1541)
الهجوم على جدة في عام 1541 م وكانت آخر محاولة من البرتغاليين للاستيلاء على مدينة جدة من طرف البرتغال وذلك ابان تواجدها في اطراف جنوب الجزيرة العربية.

## الاحداث
كانت هناك محاولات البرتغال في السابق لغزو مدينة جدة بدأت هذي المحاولات عام 1513م تحت قيادة نائب الملك البرتغالي في الهند ألفونسو دي ألبوكيرك، لكن ابرز هذي المحاولات واجرائها هي حصار جدة (1517)، ومع ذلك، فشلت جميع هذي المحاولات، وفي عام 1541 توغل اسطول برتغالي تحت قيادة الحاكم البرتغالي للهند في ذلك الوقت استيفاو دا غاما في البحر الأحمر بهدف تدمير البحرية العثمانية في السويس دمر البرتغاليون عدة موانئ في طريقهم لجدة بما في ذلك ميناء سواكن، تألف الأسطول البرتغالي من 85 سفينة حربية برتغالية في شهر ذي الحجة نزل الأسطول البرتغالي ميناء أبي الدوائر جنوب مدينة جدة كان بالمدينة حامية عثمانية بقيادة علي بيك. عند سماع وصول البرتغاليين لجدة، نادى الشريف أبو نمي إلى الجهاد في مكة، 
ولبى نداء الحرب الكثير من قبائل مكة مثل خزاعة وهذيل وغيرهم، صار بعدها أبو نمي بالقوات المكية لدعم الحامية العثمانية في جدة، نجحت القوة العثمانية المكية المشتركة بقيادة علي بيك والشريف أبو نمي في صد الهجوم البرتغالي وتم الدفاع عن جدة بنجاح.

## بعد المعركة
تمت مكافأة أبو نمي على مقاومته الناجحة من قبل السلطان سليمان القانوني الذي منحه نصف ايرادات رسوم ميناء جدة.